# Altis Play
Altis Play est un vulgarisateur, vidéaste web et influenceur français.
Il critique l'état du réseau routier français en termes d'aménagements pour les cyclistes et propose des solutions locales pour réduire les risques d'accidents.

## Contenu
Altis Play diffuse sur YouTube et sur Twitch, postant une vidéo par semaine. Il filme et commente ses déplacements à Paris, mais aussi dans d'autres villes,.
Altis Play définit son contenu comme étant de la « vulgarisation d'aménagements cyclables », son objectif étant avant tout de promouvoir l'utilisation du vélo comme mode de transport. Il est défini comme vélotafeur.
Il est décrit par Grégoire Huvelin comme « connu et reconnu pour ses vidéos fouillées sur les infrastructures cyclables et les règles en vélo ». Il filme également des vidéos de violences routières des automobilistes envers les cyclistes.

## Histoire

### Agression
En juin 2023, il filme avec sa caméra embarquée un incident entre un chauffeur de taxi et un cycliste. Pendant cet incident, il est possible de voir Sandrine Rousseau intervenir,,. Cette vidéo devient virale.

### Déplacements
En août 2023, il se rend à Lyon pour tester les aménagements cyclables et en fait un compte rendu en vidéo,,,.
Lors d'un reportage à La Trinité, il dénonce la politique de la mairie en matière de piste cyclable : elle oblige les cyclistes à rouler sur une piste cyclable qui est seulement recommandée.
En octobre 2024, il sort une vidéo sur l'état des pistes cyclables à Arras.

### Frandroid
Il participe à l'émission Survoltés de Frandroid.

## Prises de position

### Place des moyens de transports
Sur la place des différents moyens de transports en ville, il déclare :
Je suis pas pour un partage de la route, je suis pour un rééquilibrage de l’espace. Les automobilistes qui n’ont jamais eu à partager leur route se retrouvent face à des cyclistes et des usagers nouveaux sur ce même espace [...]. Il faudrait créer un espace pour les piétons, les cyclistes, les transports en commun, et s’il y a de la place, pour les automobilistes.

### Avis sur le respect des règles du code de la route
Sur les règles du code de la route, il déclare :
Si chaque cycliste respecte les règles, on va progressivement améliorer les choses.

### Avis sur la masculinité toxique
Sur les violences routières, il déclare : 
 Elles sont liées à la virilité toxique, au sentiment d’impunité des conducteurs de SUV.

### Avis sur le réaménagement de la place du Trocadéro
Il est contre le réaménagement de la Place du Trocadéro qui a lieu en 2025.